# Cruz de la Parra

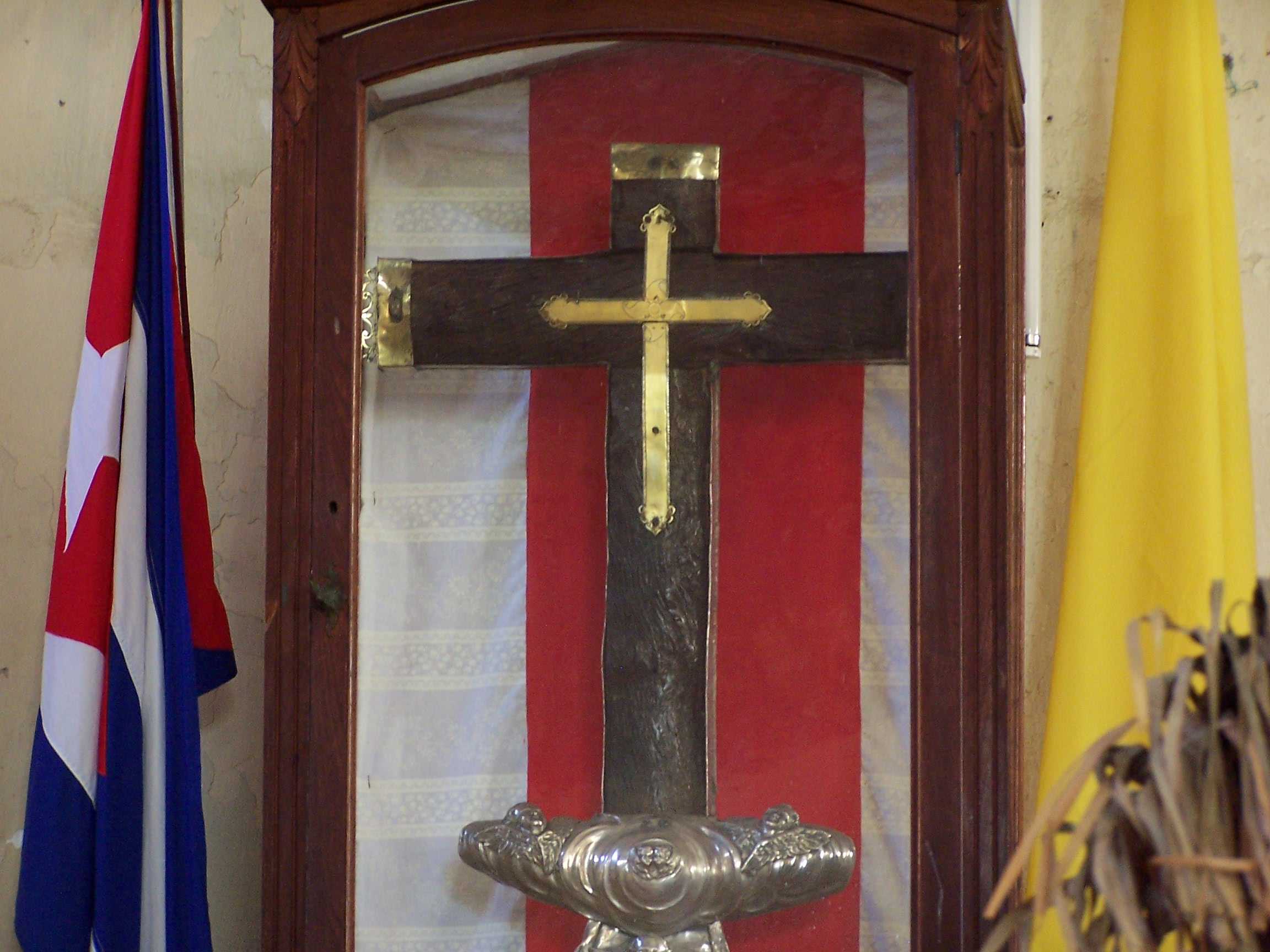
Cruz de la Parra, Original in der Catedral Nuestra Señora de la Asunción

Das Cruz de la Parra (spanisch für „Kreuz des Weinstocks“) ist ein Holzkreuz, das Christoph Kolumbus bei seiner ersten Entdeckungsreise am 1. Dezember 1492 am Ort der heutigen Stadt Baracoa (Provinz Guantánamo) auf Kuba aufstellen ließ.
Lange galt es als verschollen, bis es unter einem Weinstock wiedergefunden wurde. Es wird in der Catedral Nuestra Señora de la Asunción aufbewahrt, wo es nach Vereinbarung mit dem Küster besichtigt werden kann.

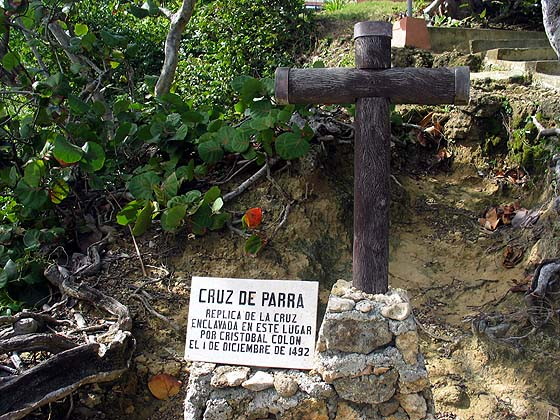
Cruz de la Parra, Replik am ursprünglichen Standort unterhalb des Hotel Porto Santo

Am historischen Standort, den Christoph Kolumbus Puerto Santo nannte, ist heute eine Replik des Kreuzes zu sehen. Es befindet sich unterhalb des Hotel Porto Santo an der Bahía de Miel. 
In seinem Logbuch schrieb Kolumbus: „Auf einem Steinhaufen nächst dem Eingang zum Hafen, der südöstlich von seiner Einfahrt von einer Landspitze geschützt wird, ließ ich ein großes Kreuz errichten. [...] Ich stach mit mäßigem Wind in See und verließ den Ankerplatz, dem ich den Namen Puerto Santo gegeben hatte.“
Das Cruz de la Parra gilt als das älteste christliche Symbol in der Neuen Welt. Von den 29 von Christoph Kolumbus in Amerika aufgestellten Kreuzen ist dieses das einzig erhaltene. Die Enden der Kreuzarme sind heute mit Metallbeschlägen versehen, da die Gläubigen einzelne Schiefer aus dem Holzkreuz herauszogen und als private Reliquien verehrten.